# Lucius Hedius Rufus Lollianus Avitus (Konsul 144)
Lucius Hedius Rufus Lollianus Avitus war ein römischer Politiker und Senator zu Zeiten des Antoninus Pius und Mark Aurels.
Die Heimat der Hedii lag in Italien, anscheinend in Pollentia in Ligurien. Aus der Nähe Pollentias stammte auch Pertinax, der mit dieser Familie eng verbunden war. Sein gleichnamiger Vater war Suffektkonsul im Jahr 114. Seine Enkel waren Quintus Hedius Lollianus Plautius Avitus und Hedius Lollianus Terentius Gentianus, Konsuln im Jahr 209 bzw. 211.
Durch ein Militärdiplom, das auf den 23. Februar 144 datiert ist, ist nachgewiesen, dass Lollianus 144 zusammen mit Titus Statilius Maximus ordentlicher Konsul war. Um 157 wurde er Prokonsul von Africa. Später, wohl im Jahr 165, war er Statthalter von Bithynia et Pontus. Bis um 160 war diese Provinz noch von Prokonsuln verwaltet worden; Lollianus war sehr wahrscheinlich der erste kaiserliche Legat. Er war literarisch gebildet und selbst als Autor tätig.